# Обвинение ХАМАСа в геноциде
Эксперты в области международного права и исследований геноцида обвиняют ХАМАС, палестинскую исламистскую организацию, в совершении геноцида против израильтян в ходе нападения на Израиль 7 октября 2023 года. В ходе наступления террористы атаковали израильские населённые пункты на границе с сектором Газа, молодёжный фестиваль и военные базы. В результате погибло около 1200 человек, большинство из которых были гражданскими лицами. 253 человека (мужчины, женщины и дети) были вывезены в сектор Газа и взяты в заложники, в нарушение международного права. Террористов, участвовавших в нападении, также обвинили в различных злодеяниях, которые, по предположению некоторых комментаторов, были совершены с целью геноцида, в контексте Устава ХАМАСа, который призывает к уничтожению Израиля и содержит антисемитские высказывания.

## Предыстория

### Идеология ХАМАСа
ХАМАС — палестинская исламистская организация, созданная в 1987 году как подпольное крыло движения «Братья-мусульмане» в секторе Газа в начале Первой интифады. В его состав входят политическое, социальное и военное крыло, причём военное крыло участвует в джихаде или вооружённой борьбе против жителей Израиля. Эта группа, крупнейшая из нескольких палестинских исламистских группировок, широко считается «доминирующей политической силой» на палестинских территориях. В 2007 году группировка насильственно захватила контроль над сектором Газа и впоследствии была вовлечена в многочисленные войны с Израилем.
В периоды 1994—1996 и 2001—2007 годов ХАМАС организовал серию взрывов террористов-смертников, направленных главным образом против гражданских объектов в Израиле, в результате которых погибло более 1000 израильских мирных жителей. С момента захвата сектора Газа ХАМАС неизбирательно выпустил тысячи ракет по израильским населённым пунктам.
Идеи ХАМАСа характеризуются как схожие с радикальными салафитско-джихадистскими или черпающие вдохновение из них. Ирвин Котлер охарактеризовал идеологию ХАМАСа, среди прочего, как пример «геноцидного антисемитизма».
В 1988 году ХАМАС опубликовал свой учредительный устав, в котором призывал к уничтожению Израиля и созданию исламского государства, охватывающего все территории бывшей Подмандатной Палестины. Хартия ХАМАСа 1988 года содержит унизительное изображение еврейского народа и содержит несколько антисемитских стереотипов. Утверждается, что евреи якобы не имеют права на какую-либо часть исторической палестинской области, на которой расположен Израиль. Хартия изображает израильское общество в нацистских терминах и возлагает на евреев, а не только на израильтян, коллективную ответственность за глобальные проблемы, включая обе мировые войны. Статья 7 Хартии утверждает: «Судный день не наступит до тех пор, пока мусульмане не вступят в конфликт с евреями и не победят их». Между тем, статья 13 отвергает любую перспективу компромисса или мира до тех пор, пока не будет достигнуто уничтожение Израиля. Унизительное изображение еврейского народа в риторике и стратегии ХАМАСа побудило таких учёных, как Меир Литвак, предположить, что антисемитизм является основой идеологии ХАМАСа. Джихад, направленный на «уничтожение Израиля и уничтожение евреев», считается ещё одним столпом.
Различные учёные характеризуют агрессивные высказывания в отношении всех евреев в Хартии как геноцидные.
Стремясь улучшить свой международный имидж, ХАМАС в 2017 году представил новый документ, который некоторые комментаторы расценили как принятие концепции временного палестинского государства вдоль «зелёной линии», созданной перед Шестидневной войной 1967 года. Однако оно сохранило свою позицию отказа признать Израиль.

### Вторжение ХАМАСа в Израиль (2023)

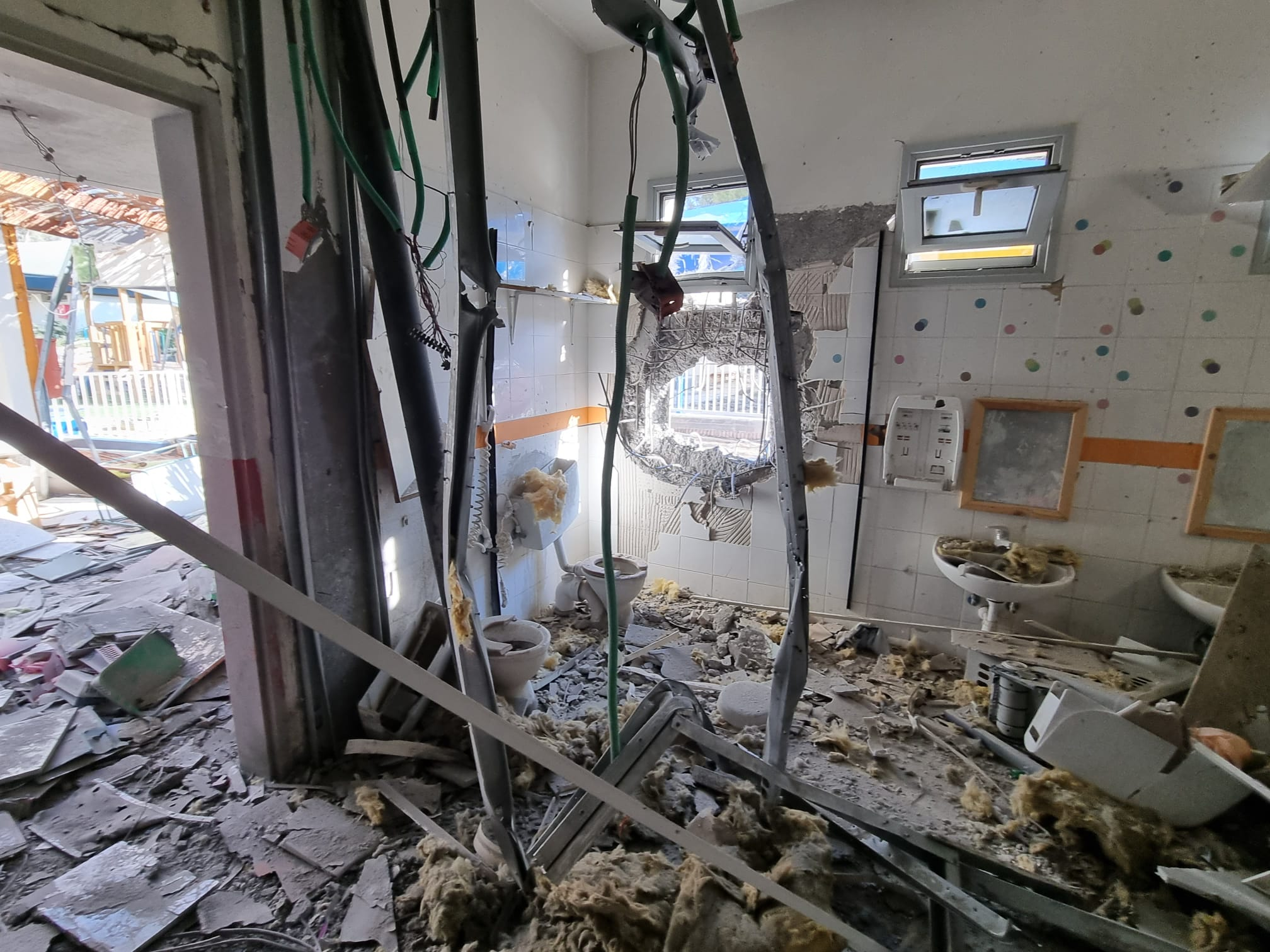
Детский сад в кибуце Беэри после резни в Беэри

7 октября 2023 года, на еврейский праздник Симхат-Тора, ХАМАС начал внезапное вторжение в Израиль из сектора Газа. Около 2900 вооружённых террористов проникли в Израиль, а затем ещё и несколько волн жителей Газы. Террористы захватили контроль над израильскими посёлками и городами, убивая найденных мужчин, женщин и детей. Они также захватили военные объекты с аналогичными результатами. Многие тела были сожжены и изуродованы. Ещё одна резня произошла на музыкальном фестивале недалеко от Реима, где 364 человека были застрелены, избиты или сожжены заживо. Ещё тысячи получили ранения, сотни из которых были тяжёлыми. Было убито около 1200 израильтян и иностранцев, в том числе 859 гражданских лиц, 282 солдата, 57 полицейских и 10 членов ШАБАКа.
Кроме того, террористы ХАМАСа применяли пытки и изнасилования в отношении многих женщин, девочек, а в некоторых случаях и мужчин. Около 250 израильских гражданских лиц и солдат были взяты в качестве заложников в сектор Газа, в том числе 30 похищенных детей. Нападение ХАМАСа спровоцировало израильское контрнаступление в секторе Газа. По меньшей мере 44 страны осудили действия ХАМАСа как терроризм, и в нынешнем рейтинге эта атака является третьей по смертоносности террористической атакой в зарегистрированной истории. Этот день считается самым кровавым в истории Израиля и самым смертоносным для евреев со времён Холокоста.
Террористы активно записывали свои действия с помощью нательных камер, вероятно, в пропагандистских целях. Они также конфисковали телефоны жертв, чтобы вести прямую трансляцию их смерти в социальных сетях. Кроме того, они размещали сообщения в социальных сетях жертв и даже звонили родственникам, чтобы насмехаться над ними.
Документы, обнаруженные на телах ХАМАСовцев в Израиле, указывают на то, что массовые убийства были ключевой целью вторжения. Сообщается, что израильские службы быстрого реагирования обнаружили на телах террористов инструкции, предписывающие им атаковать гражданское население, включая начальные школы и молодёжный центр, с чётким приказом «убить как можно больше людей». В документах также изложена директива о взятии заложников для целей будущих переговоров.
После нападения американский аналитик по борьбе с терроризмом Брюс Хоффман подчеркнул значение Хартии ХАМАСа 1988 года, заявив, что ХАМАС последовательно поддерживает намерения геноцида и демонстрирует отсутствие интереса к «умеренности, сдержанности, переговорам и прокладыванию путей к миру».
Гази Хамад, высокопоставленный представитель ХАМАСа, заявил в интервью в конце октября 2023 года, что нападение 7 октября на Израиль было только началом. Он пообещал начать «вторую, третью, четвертую» атаку, пока страна не будет «уничтожена», заявив: «Мы жертвы — всё, что мы делаем, оправдано».

### Юридическое определение геноцида
Согласно Конвенции о геноциде 1948 года, геноцид требует как намерения геноцида («намерение уничтожить полностью или частично»), так и действий, совершённых с целью уничтожения «национальной, этнической, расовой или религиозной группы» с этим намерением; действия могут быть любыми из следующих:

а) убийство членов группы;
б) причинение тяжкого телесного или психического вреда членам группы;
в) умышленное создание группе условий жизни, рассчитанных на полное или частичное её физическое уничтожение;
г) введение мер, направленных на предотвращение рождаемости внутри группы;
д) принудительный перевод детей из группы в другую группу.— Конвенция о предупреждении преступления геноцида и наказании за него, статья 2
Наказуемые деяния включают геноцид, а также соучастие и попытки, заговор или подстрекательство к совершению геноцида, и участники конвенции обязаны предотвращать и пресекать их.

## Академический и юридический дискурс
16 октября 2023 года в открытом письме, которое подписали около 240 экспертов по правовым вопросам, включая юристов и учёных, нападение ХАМАСа 7 октября 2023 года было объявлено «преступлением геноцида». Согласно письму, «поскольку эти широкомасштабные, ужасающие действия, судя по всему, были совершены с намерением полностью или частично уничтожить национальную группу — израильтян — они, скорее всего, представляют собой международное преступление геноцида». Письмо было одобрено экспертами по правовым вопросам из известных учреждений, в том числе юридических школ Гарварда и Колумбийского университета, Королевского колледжа Лондона и Еврейского университета в Иерусалиме. Дан Эльдад, бывший исполняющий обязанности государственного прокурора Израиля с февраля по май 2020 года, сыграл ключевую роль в составлении письма. Письмо также подписал Центр по правам человека Рауля Валленберга, возглавляемый бывшим министром юстиции Канады Ирвином Котлером.
17 октября 2023 года организация Genocide Watch опубликовала «Чрезвычайное предупреждение о геноциде», в котором говорилось, что «ХАМАС преследовал израильтян просто потому, что они были израильтянами. Это была самая смертоносная резня евреев со времён Холокоста. Иран, ХАМАС, Хезболла и Палестинский исламский джихад заявили об их намерении уничтожить нацию Израиля. Резня, совершённая ХАМАСом, представляет собой акт геноцида. Нападения также были преступлениями против человечности и военными преступлениями».
В ноябре 2023 года адвокат, представляющий семьи девяти израильских жертв нападений ХАМАСа 7 октября, подал жалобу в Международный уголовный суд (МУС), обвиняя ХАМАС в геноциде. Адвокат подтвердил, что он и его команда юристов проверили законность обвинения в «геноциде».
Доктор Хилли Мудрик-Эвен Хен, старший преподаватель международного публичного права и председатель Центра исследований и изучения геноцида Университета Ариэля, заявил, что преступления, совершённые ХАМАС 7 октября, представляют собой преступление геноцида. Она указывает на такие обстоятельства, как соглашение ХАМАСа, призывающее к ликвидации Государства Израиль, и широко распространённое подстрекательство против евреев и израильтян в средствах массовой информации Газы, что указывает на конкретное намерение уничтожить еврейское и израильское население..
По данным журнала Economist, боевики ХАМАС, совершившие нападение 7 октября, осуществляли действия в соответствии со своими геноцидными намерениями, изложенными в учредительном уставе группировки. В статье также утверждается, что военная кампания Израиля в секторе Газа не соответствует критериям геноцида.
24 октября 2023 года Genocide Watch опубликовала заявление, в котором учёные, изучающие Холокост, а также исследования и предотвращение геноцида, в том числе профессор Грегори Х. Стэнтон и профессор Исраэль Чарни, заявили, что действия ХАМАСа против израильского гражданского населения квалифицируются как геноцид и преступления против человечества. В заявлении содержится призыв к Совету ООН по правам человека, Генеральной Ассамблее ООН, Управлению специальных советников ООН по предотвращению геноцида и Совету Безопасности ООН расследовать, осудить ситуацию и передать её в Международный уголовный суд (МУС). В заявлении также выступают за признание этих актов геноцидом, преступлениями против человечности и военными преступлениями. На государства — члены ООН распространяется призыв использовать национальные суды для судебного разбирательства против лиц, ответственных за геноцид.

### Академический дискурс
Британский историк Найл Фергюсон охарактеризовал события 7 октября как свидетельство намерения ХАМАС воспроизвести Холокост и добавил, что их следует «уничтожить», чтобы предотвратить это.
Израильский историк Хави Дрейфус писала: «Несмотря на то что ХАМАС не способен воспроизвести масштабы Холокоста, нельзя игнорировать многочисленные голоса, которые справедливо указывают на элементы опыта и идеологии, демонстрирующие сходство», также добавляя, что «этих мужчин, женщин и детей убивали не за их действия, а, как во время Холокоста, за само их существование». Стивен Д. Смит, специалист по геноциду, также охарактеризовал массовые убийства 7 октября как геноцид. Историк Чарли Ладерман назвал события 7 октября «геноцидной резнёй». Он указал на резню в Хевроне в 1929 году, устроенную последователями Хаджа Амина аль-Хусейни, муфтия Иерусалима, против еврейской общины города, как на свидетельство давних корней исламистской идеологии. Ладерман также выделил учредительную хартию ХАМАСа, которую он характеризует как призыв к божественной санкции на геноцид против евреев.

### Общественный дискурс
Американский писатель Дорон Вебер назвал ХАМАС «террористической группой, осуществляющей геноцид», и написал, что «ХАМАС не только снимал свои зверства на видео, но и обещал повторять их до тех пор, пока все евреи не будут уничтожены с лица земли. Это хрестоматийное определение геноцида, аннигиляционизма 1948 года, которое легло в основу исламистской хартии ХАМАСа». Рахель Авраам, глава Центра дипломатии «Дона Грасия», израильской неправительственной организации, написала: «Они [ХАМАС] считают, что все евреи здесь должны либо умереть, либо покинуть страну. И по этой причине они устроили резню, обезглавливали, калечили, изнасиловали, сожгли заживо и совершили множество злодеяний 7 октября в целом регионе Израиля. Если 7 октября не было геноцидом, то я не знаю, что это такое».
В обзорной статье для WSJ Канта А. Ахмед поделилась своим непосредственным опытом работы наблюдателем за соблюдением прав человека в Израиле после терактов 7 октября, назвав нападения ХАМАС «геноцидной резнёй». Канта Ахмед подробно рассказала о преднамеренных нападениях ХАМАС на израильтян и выступила за то, чтобы юридически квалифицировать эти нападения как геноцид. Она подчеркнула важность этого определения независимо от продолжающегося конфликта, стремясь задокументировать эти действия как преступления против человечности и привлечь к ответственности их исполнителей.
Мосаб Хасан Юсеф, сын основателя ХАМАСа, который позже перешёл на сторону Израиля, назвал резню, устроенную ХАМАСом 7 октября, «геноцидом по всем стандартам». Он основывал свою точку зрения на утверждении, что ХАМАС провёл этнические чистки почти в 20 общинах, преследуя людей по признаку их расы, этнической принадлежности и религии.
По данным опроса, проведённого в декабре 2023 года Harvard CAPS и Harris Poll, 73 % респондентов сочли нападения ХАМАСа на евреев геноцидными по своей природе, а 74 % полагали, что ХАМАС вынашивал намерения совершить геноцид против евреев в Израиле.

## Реакции правительств

### Соединённые Штаты Америки
Джон Кирби, координатор стратегических коммуникаций Совета национальной безопасности США, обвинил ХАМАС в «намерениях геноцида против народа Израиля. Они хотели бы, чтобы он был стёрт с карты мира, они специально так сказали. И они заявили, что не собираются останавливаться. То, что произошло 7 октября, будет повторяться снова, снова и снова. А что произошло 7 октября? Убийство; убийство невинных людей в их домах или на музыкальном фестивале. Это намерения геноцида».

### Израиль
В европейской штаб-квартире ООН Йила Цитрин, юрисконсульт Миссии Израиля при ООН в Женеве, подчеркнула: «Нападения ХАМАСа 7 октября были мотивированы идеологией геноцида».

### Комментарии
1. ↑  ХАМАС признан террористической организацией в ЕС, Австралии, Аргентине, Великобритании, Израиле, Канаде, Новой Зеландии, Парагвае, США и Японии. Его деятельность также запрещена в Иордании.